# SummerSlam (2016)
SummerSlam 2016 fue la vigésimanovena edición de SummerSlam, un evento pago por visión de lucha libre profesional realizado por la WWE. Tuvo lugar el 21 de agosto de 2016 en el Barclays Center en Brooklyn, Nueva York, Nueva York. Los temas oficiales del evento fueron "Welcome" de Fort Minor, "Big Summer" de CFO$, "Who's With Me" de Flo Rida y "My PYT" de Wale.
Ésta fue la segunda vez desde 2008 en la que el SummerSlam se celebró fuera de Los Ángeles, ya que entre 2009 y 2014 el SummerSlam se había organizado en el Staples Center.
Además, ésta fue la segunda edición consecutiva del evento en ser realizada en el Barclays Center después del SummerSlam 2015.

## Argumento
En el episodio del 7 de julio de SmackDown, Randy Orton (quien hasta ese entonces, estuvo inactivo por una lesión durante 9 meses) fue confirmado oficialmente para luchar contra Brock Lesnar en SummerSlam. En Battleground, Orton hizo su regreso a la WWE en el segmento The Highlight Reel de Chris Jericho. Durante el segmento, Orton dijo que quería hacer frente a Lesnar para demostrar que pertenece en el primer lugar, antes de aplicar un RKO a Jericho. En el episodio del 1 de agosto de Raw, Lesnar apareció junto a su mánager Paul Heyman, este último proclamando que Orton nunca sería capaz de ejecutar su RKO sobre Lesnar, cuando Orton apareció de pronto y sorprendió a Lesnar con un RKO. Lesnar posteriormente atacó a Orton con un F-5, durante su lucha contra Fandango en SmackDown, la noche siguiente.

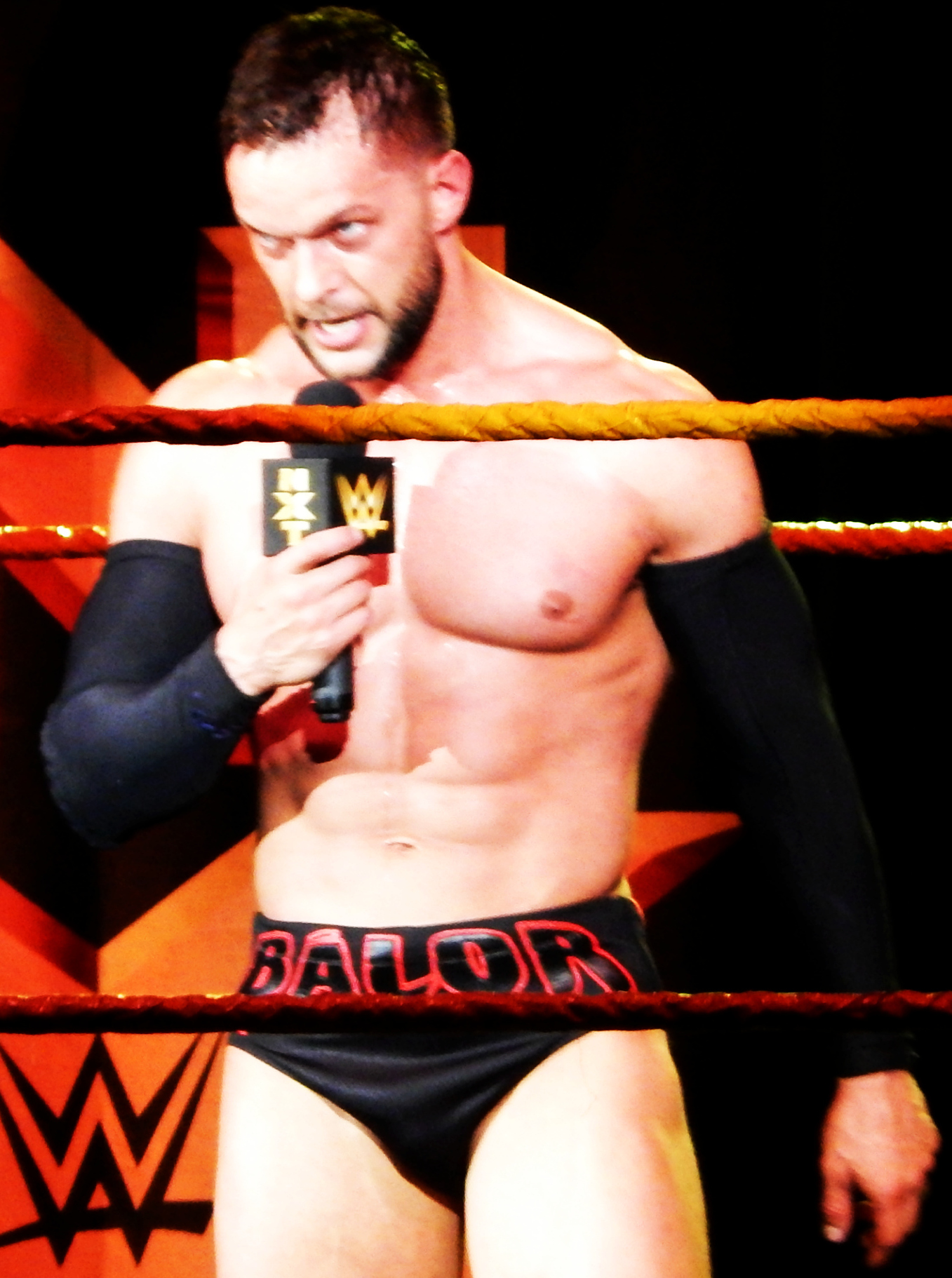
Finn Bálor, quien se enfrentó a Seth Rollins para determinar el inaugural Campeón Universal de WWE.

Después de que el recluta de la marca SmackDown Dean Ambrose retuvo el Campeonato Mundial de la WWE en Battleground contra los dos reclutas de Raw, Roman Reigns y Seth Rollins, Raw se quedó sin un título mundial. Posteriormente, Stephanie McMahon y Mick Foley anunciaron la creación de un nuevo campeonato, el Campeonato Universal de la WWE, para servir como el campeonato mundial de Raw. Como Ambrose cubrió a Reigns en Battleground, McMahon y Foley añadieron automáticamente a Rollins a una lucha en SummerSlam para coronar al campeón inaugural, con su oponente siendo el ganador de una lucha entre los ganadores de dos Fatal 4-Way matches en la noche. Finn Bálor ganó el primer Fatal 4-Way al derrotar a Cesaro, Kevin Owens y Rusev, y Reigns ganó el segundo al derrotar a Chris Jericho, Sami Zayn y Sheamus. Bálor derrotó finalmente a Reigns, para convertirse en el rival de Rollins en SummerSlam. Bálor y Rollins se confrontaron la semana siguiente, ambos prometiendo ganar en SummerSlam, antes de que Rollins intentó atacar a Bálor. Bálor contraatacó, obligando a Rollins a retirarse.

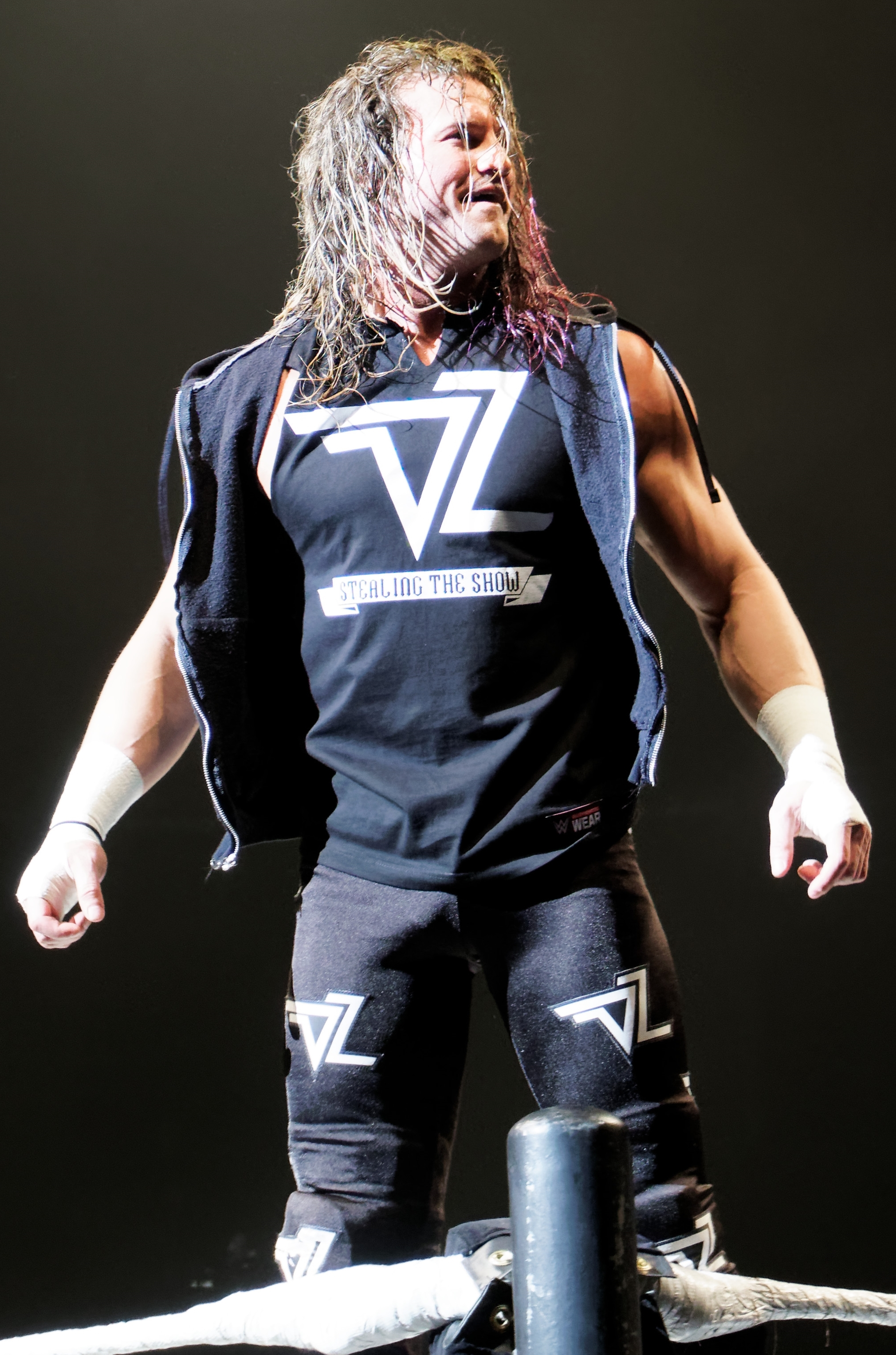
Dolph Ziggler, quien se enfrentó a Dean Ambrose después de ganar un Six Pack Challenge.

En el episodio del 26 de julio de SmackDown, Shane McMahon y Daniel Bryan anunciaron que se llevaría a cabo un Six-Pack Challenge, el cual involucró a John Cena, AJ Styles, Baron Corbin, Bray Wyatt, Dolph Ziggler y Apollo Crews, para determinar quién desafiaría a Dean Ambrose por el Campeonato Mundial de la WWE en SummerSlam; Crews logró clasificar para la lucha luego de ganar un battle royal en el comienzo del mismo episodio. Finalmente, Ziggler ganó el Six-Pack Challenge y se ganó el derecho de enfrentarse a Ambrose por el Campeonato Mundial de la WWE en SummerSlam. La semana siguiente, después de que Ambrose dijo dudar de la capacidad de Ziggler, Wyatt atacó a Ziggler y lo retó por su oportunidad por el título. Ziggler aceptó y venció a Wyatt, conservando su puesto de retador al título de Ambrose. En el episodio del 16 de agosto de SmackDown, Ambrose y Ziggler fueron ambos invitados en Miz TV, que concluyó con Ziggler aplicándole un superkick a Ambrose.
En Battleground, Sasha Banks reclutó a Bayley de NXT como su compañera de equipo para las dos derrotar a la Campeona Femenina Charlotte y Dana Brooke en una lucha por equipos cuando Banks forzó a Charlotte a rendirse. Esto le valió a Banks un combate por el título contra Charlotte la noche siguiente en Raw, en el que Banks volvió a hacer rendir a Charlotte y se convirtió en la nueva Campeona Femenina. Charlotte invocó su cláusula de revancha cinco días más tarde para hacer frente a Banks por el título en una revancha en SummerSlam. La semana siguiente, una confrontación entre las dos fue interrumpida por Chris Jericho y Enzo Amore, lo que resultó en una lucha por equipos mixtos, donde Charlotte y Jericho derrotaron a Banks y Amore. En el episodio del 8 de agosto de Raw, Banks derrotó a Brooke, lo que trajo como consecuencia que a Brooke no se le permitiera estar durante la lucha entre Charlotte y Banks en SummerSlam y en caso de que Brooke decidiera ayudar a Charlotte, provocará que Banks retenga el título.
En el episodio del 2 de agosto de SmackDown, Apollo Crews derrotó a Baron Corbin y Kalisto en un Triple Threat match, para ganar su puesto de retador a una lucha por el Campeonato Intercontinental, contra el campeón The Miz en SummerSlam.
Después de la victoria de AJ Styles sobre John Cena en Money in the Bank, The Club (Styles, Luke Gallows & Karl Anderson) atacaron a Cena semana tras semana hasta que Enzo Amore & Big Cass llegaron a ayudar a Cena, creando una lucha por equipos de seis hombres en Battleground. En el evento, Cena, Enzo, y Cass derrotaron a The Club. En el episodio del 2 de agosto de SmackDown, Styles desafió a Cena a otra lucha en SummerSlam, a lo que Cena aceptó. En el episodio del 16 de agosto de SmackDown, después de que Cena derrotó a Alberto Del Rio, Styles atacó a Cena, pero Cena respondió con un Attitude Adjustment, seguido por un segundo Attitude Adjustment a través de la mesa de los anunciadores.
En el episodio del 25 de julio de Raw, los Campeones en Parejas de la WWE The New Day (Big E, Kofi Kingston y Xavier Woods) celebraron en el ring el haberse convertido en los Campeones en Parejas de la WWE con el reinado más largo en la historia del campeonato, cuando Luke Gallows y Karl Anderson los atacaron. La semana siguiente en Raw, Big E y Kofi Kingston se enfrentaron en una lucha de equipos contra Gallows y Anderson, donde Big E cubrió a Gallows por la victoria. Luego de la lucha, Gallows y Anderson atacaron a los tres miembros de The New Day, terminando con Gallows y Anderson enviando a Big E contra un esquinero, causando una contusión en la ingle a Big E. El 8 de agosto, se anunció en WWE.com que Woods y Kingston defenderían los Campeonatos en Parejas de la WWE contra Gallows y Anderson en SummerSlam.
En el episodio del 1 de agosto de Raw, después de que Charlotte y Chris Jericho derrotaron a Sasha Banks y Enzo Amore en una lucha por equipos mixtos, Big Cass salió después de que Jericho atacó a Amore. Más tarde esa noche, Kevin Owens le dijo a Jericho que le cubría la espalda durante una entrevista tras bastidores. Una semana después en Raw, luego de una lucha entre Jericho y Amore, Cass desafió a Owens y Jericho a un combate por parejas en SummerSlam, después de que Jericho derrotó a Amore por descalificación, luego de que Cass atacara a Jericho, a lo que Owens y Jericho aceptaron.
En el episodio del 1 de agosto de Raw, después de que el Campeón de los Estados Unidos Rusev derrotó a Mark Henry para retener el título, Roman Reigns salió a confrontar a Rusev. A la semana siguiente, Reigns interrumpió la recreación de la boda de Rusev y Lana, y lanzó un reto a Rusev por el título. Rusev se negó y los dos pelearon. Tras bastidores, el gerente general de Raw Mick Foley, les dijo a unos airados Lana y Rusev que este último defendería su Campeonato de los Estados Unidos contra Reigns en SummerSlam. Más tarde esa noche, Rusev defendió con éxito su título en una lucha improvisada contra Cesaro, quien sintió que él también debía tener una oportunidad por el título. Posteriormente, Rusev fue atacado por Reigns con un Spear. En el episodio del 15 de agosto de Raw, Rusev atacó a Reigns tras bastidores. Sin embargo, esto se traduciría en una lucha no titular más tarde en ese mismo episodio, que terminó con Reigns recogiendo la victoria.
Después de perder ante Cesaro en el episodio del 1 de agosto de Raw, Sheamus atacó a Cesaro. En el episodio del 8 de agosto de Raw, Cesaro derrotó a Sheamus de nuevo, pero perdió una lucha por el Campeonato de los Estados Unidos contra Rusev después de una interferencia de Sheamus. En el episodio del 15 de agosto de Raw, Cesaro distrajo a Sheamus durante una lucha contra Sami Zayn, lo que le costó la lucha. Durante una discusión subsiguiente, el gerente general de Raw, Mick Foley programó una serie al mejor de siete combates entre los dos, con la primera lucha teniendo lugar en SummerSlam.
Eva Marie estaba programada para hacer su debut en SmackDown, pero durante varios episodios, circunstancias que incluyeron un tirón de su tendón y un mal funcionamiento de guardarropa le impidieron hacer su debut en el ring. En el episodio del 16 de agosto de SmackDown, Eva Marie no se presentó a su lucha contra Naomi. Más tarde esa noche, Becky Lynch y Carmella se enfrentaron a Natalya y Alexa Bliss, cuando Eva Marie hizo su entrada durante la lucha. Naomi entonces apareció y a continuación persiguió a Marie, pasando por el ring en un momento dado. Durante la confusión, Lynch aplicó su Dis-Arm-Her en Natalya, forzándola a rendirse. Más tarde, una lucha por equipos de seis mujeres fue prevista para SummerSlam. El 18 de agosto, Eva Marie fue suspendida durante 30 días por violar la política de bienestar de la WWE, sacándola de manera efectiva de la lucha.
El 19 de agosto, se anunció en WWE.com que Sami Zayn y Neville harían equipo para enfrentar a The Dudley Boyz (Bubba Ray & D-Von), y que American Alpha (Jason Jordan & Chad Gable), The Hype Bros (Zack Ryder & Mojo Rawley) y The Usos (Jimmy & Jey Uso) se enfrentarían a Breezango (Fandango & Tyler Breeze), The Ascension (Konnor & Viktor) y The Vaudevillains (Aiden English & Simon Gotch) en el Kickoff.

## Resultados
En paréntesis se indica el tiempo de cada combate:
- Kick-Off: American Alpha (Jason Jordan & Chad Gable), The Hype Bros (Zack Ryder & Mojo Rawley) & The Usos (Jey Uso & Jimmy Uso) derrotaron a Breezango (Tyler Breeze & Fandango), The Ascension (Konnor & Viktor) & The Vaudevillains (Aiden English & Simon Gotch) (14:32).[22][23]
  - Jey cubrió a Gotch después de un «Samoan Splash».

- Kick-Off: Sami Zayn & Neville derrotaron a The Dudley Boyz (Bubba Ray & D-Von) (7:55).[22][24]
  - Neville cubrió a Bubba Ray después de un «Red Arrow».

- Kick-Off: Sheamus derrotó a Cesaro en la primera lucha de un Best of Seven Series (14:10).[22][25]
  - Sheamus cubrió a Cesaro después de un «Brogue Kick».
  - Como consecuencia, Sheamus consiguió ganar la primera lucha de siete [1-0].

- Chris Jericho & Kevin Owens derrotaron a Enzo Amore & Big Cass (12:08).[22][26]
  - Jericho cubrió a Amore después de un «Codebreaker».

- Charlotte derrotó a Sasha Banks y ganó el Campeonato Femenino de la WWE (13:51).[22][27]
  - Charlotte cubrió a Banks al revertir un «Bank Statement» .
  - Dana Brooke tenía prohibida su presencia durante el combate, de violar la estipulación, Charlotte sería descalificada.[14]

- The Miz (con Maryse) derrotó a Apollo Crews y retuvo el Campeonato Intercontinental (5:45).[22][28]
  - The Miz cubrió a Crews después de un «Skull-Crushing Finale».
  - Durante la lucha, Maryse interfirió a favor de The Miz.

- AJ Styles derrotó a John Cena (23:10).[22][29]
  - Styles cubrió a Cena después de un «Styles Clash» y un «Phenomenal Forearm».

- Luke Gallows & Karl Anderson derrotaron a los Campeones en Parejas de la WWE The New Day (Kofi Kingston & Xavier Woods) (con Jon Stewart) por descalificación (9:09).[22][30]
  - The New Day fue descalificado después de que Big E atacara a Gallows & Anderson.
  - Durante la lucha, Stewart interfirió a favor de The New Day.
  - Como consecuencia, The New Day retuvieron los títulos.

- Dean Ambrose derrotó a Dolph Ziggler y retuvo el Campeonato Mundial de la WWE (15:18).[22][31]
  - Ambrose cubrió a Ziggler después de un «Dirty Deeds».

- Natalya, Alexa Bliss & Nikki Bella derrotaron a Carmella, Becky Lynch & Naomi (11:04).[22][32]
  - Nikki cubrió a Carmella después de un «Rack Attack 2.0».
  - Este fue el regreso de Nikki después de una lesión en reemplazo a Eva Marie, quien fue suspendida por violar la política de bienestar de WWE.[19]

- Finn Bálor derrotó a Seth Rollins y ganó el Campeonato Universal de la WWE (19:24).[22][33]
  - Bálor cubrió a Rollins después de un «Coup de Grâce».
  - Durante la lucha, transcurrido el minuto 3:55, Bálor sufrió una rotura de labrum en el hombro izquierdo después de un «Powerbomb» de Rollins en la barrera.
  - Bálor luchó durante 15 minutos y 29 segundos con dicha lesión.
  - Como resultado, Bálor se convirtió en el primer Campeón Universal de la WWE.

- La lucha entre el Campeón de los Estados Unidos Rusev (con Lana) y Roman Reigns no se llevó a cabo.[34]
  - Rusev quedó imposibilitado de competir tras un ataque previo por parte de Reigns.

- Brock Lesnar (con Paul Heyman) derrotó a Randy Orton por nocaut técnico (11:45).[22][35]
  - El árbitro detuvo el combate cuando Orton comenzó a sangrar profundamente del rostro.
  - Después de la lucha, Lesnar siguió golpeando a Orton y luego atacó a Shane McMahon con un «F-5».